# Louis-Jean Desprez
Louis Jean Desprez (ca. 1743–18 de marzo de 1804) fue un pintor y arquitecto francés que trabajó en Suecia durante los últimos veinte años de su vida.

## Biografía

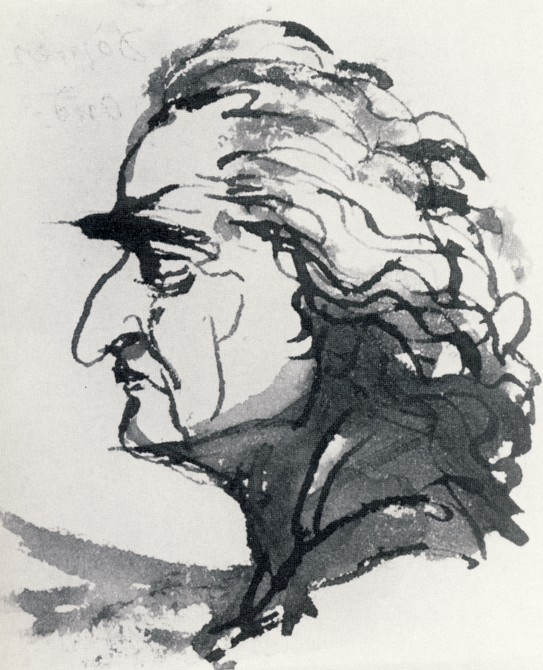
Louis Jean Desprez retratado por Tobias Sergel, ca 1795

Desprez, nacido en Auxerre en Borgoña, estudió arquitectura y fue galardonado con el gran premio de la Académie d'architecture en 1770. Viajó frecuentemente a Italia donde entró en contacto con Piranesi en Roma, hasta que llamó la atención del Rey Gustavo III de Suecia, que le ofreció un contrato de dos años como director de escenografía en la nueva Ópera de Estocolmo, fundada por el rey dos años antes. Su primera tarea fue la escenografía para la ópera Gustavus Vasa (con un libretto autoría del Rey en colaboración con Johan Henric Kellgren y música de Johann Gottlieb Naumann).
Como arquitecto, Desprez diseñaba en un estilo Neoclásico monumental, influenciado por su estudio de las ruinas griegas y romanas en el sur de Italia (incluyendo Sicilia). Un buen ejemplo de esto es la iglesia Hämeenlinna en Finlandia - Finlandia en aquella época seguía formando parte del reinado sueco - completada en 1799. Su mayor proyecto nunca se realizó: el espléndido palacio nuevo planeado por el rey en el Parque Haga a las afueras de Estocolmo. Debido a la falta de dinero, sólo los cimientos llegaron a ser construidos y el proyecto fue abandonado después del asesinato del rey. El pequeño pabellón real que permanece en Haga fue construido por otro arquitecto, Olof Tempelman. Su proyecto más emblemático finalizado fue el edificio del conservatorio en el nuevo jardín botánico de Uppsala, inaugurado después de su muerte el 13 de mayo de 1807, en el centenario del nacimiento de Carlos_Linneo. También construyó la Villa Frescati entre 1791 y 1792 para Gustaf Mauritz Armfelt, que dio nombre a toda la zona de Estocolmo en la que está ubicada.

## Galería

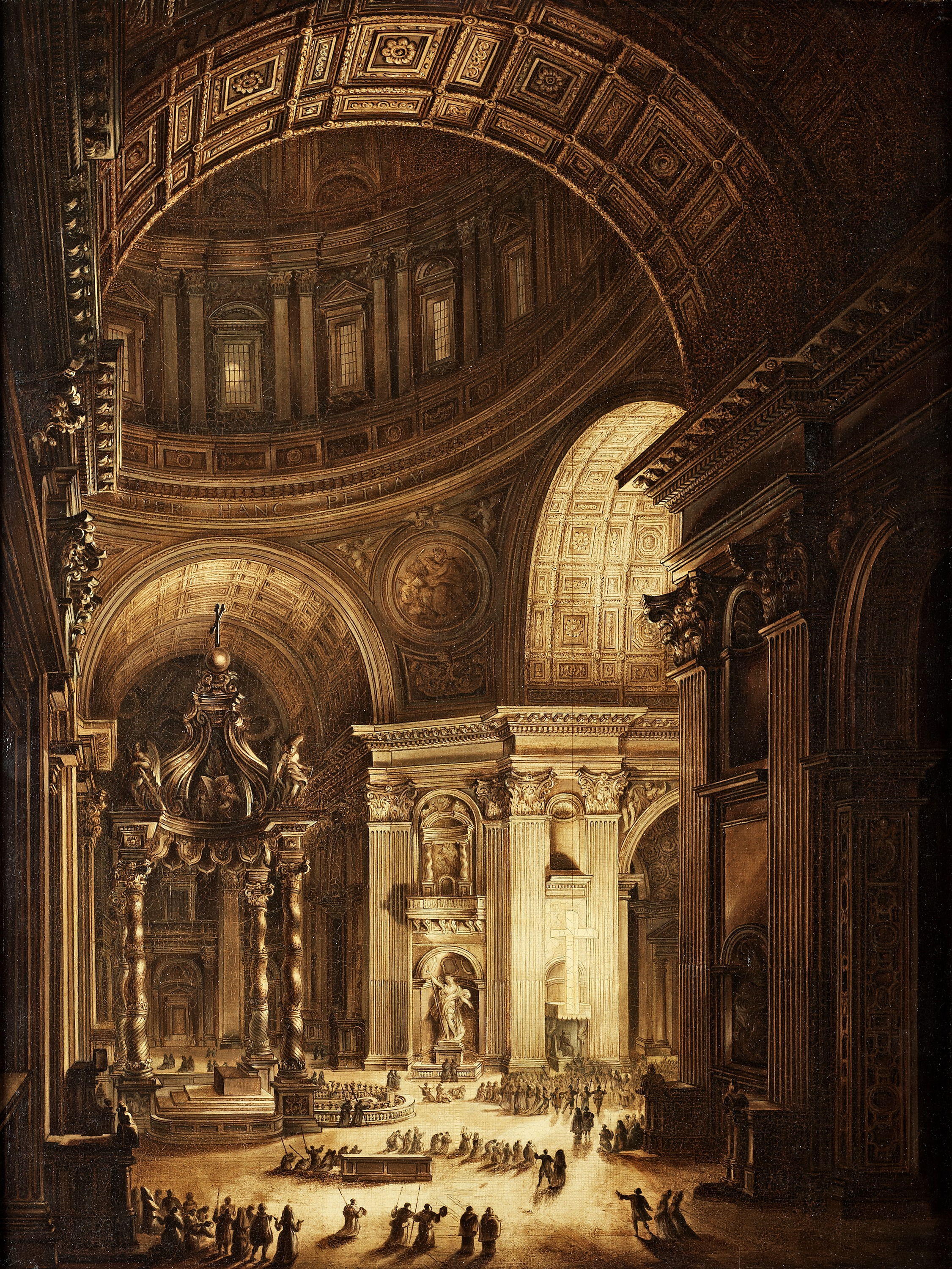
Iluminación de la Cruz de San Pedro en Roma
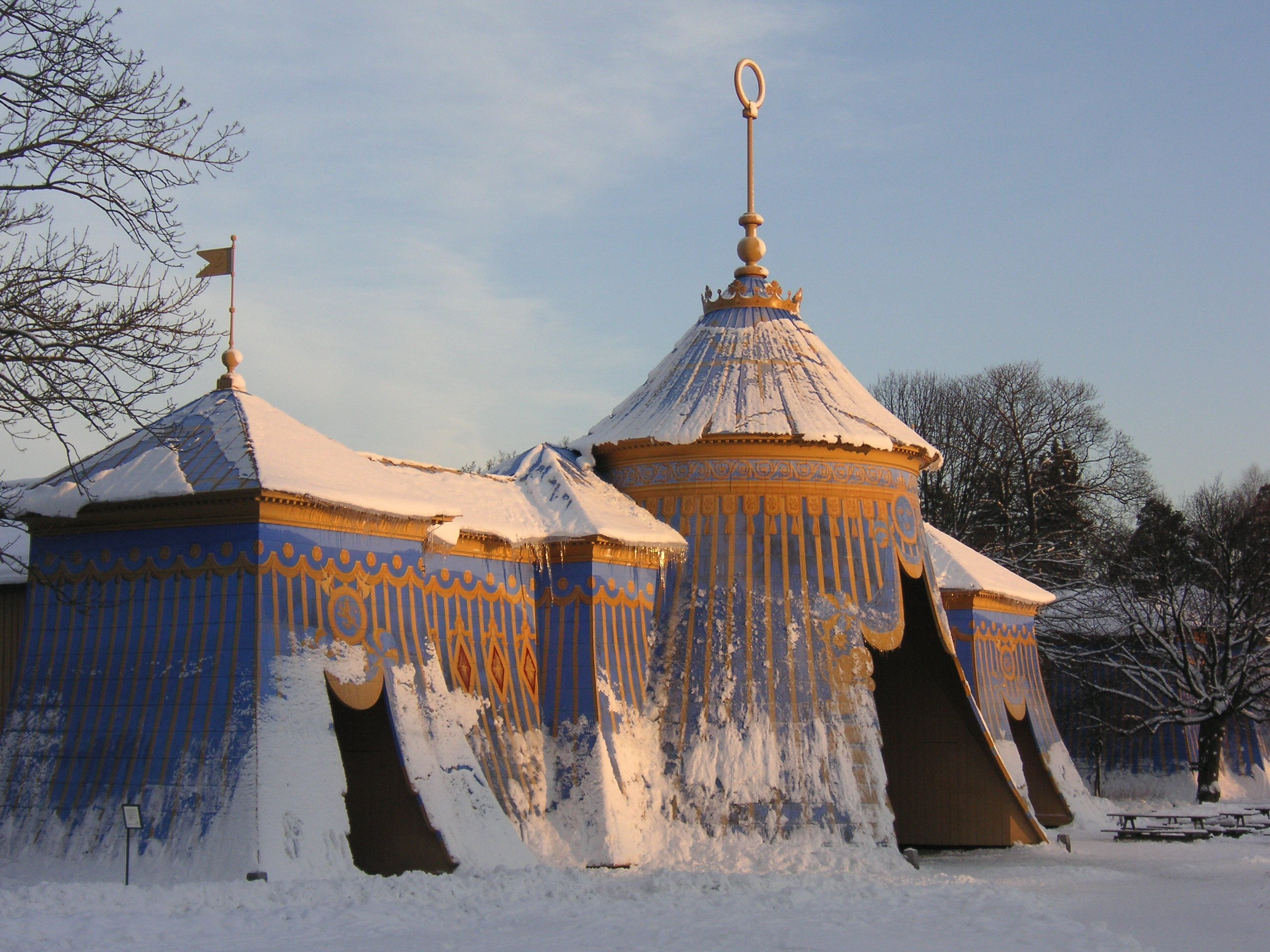
La tienda de cobre en el parque Haga
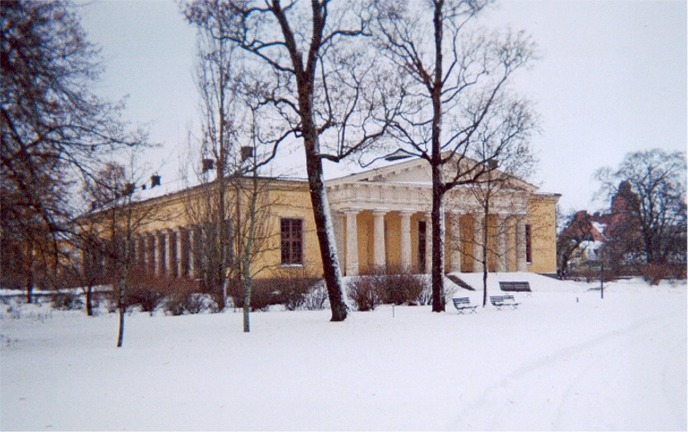
El conservatorio en el jardín botánico de Uppsala
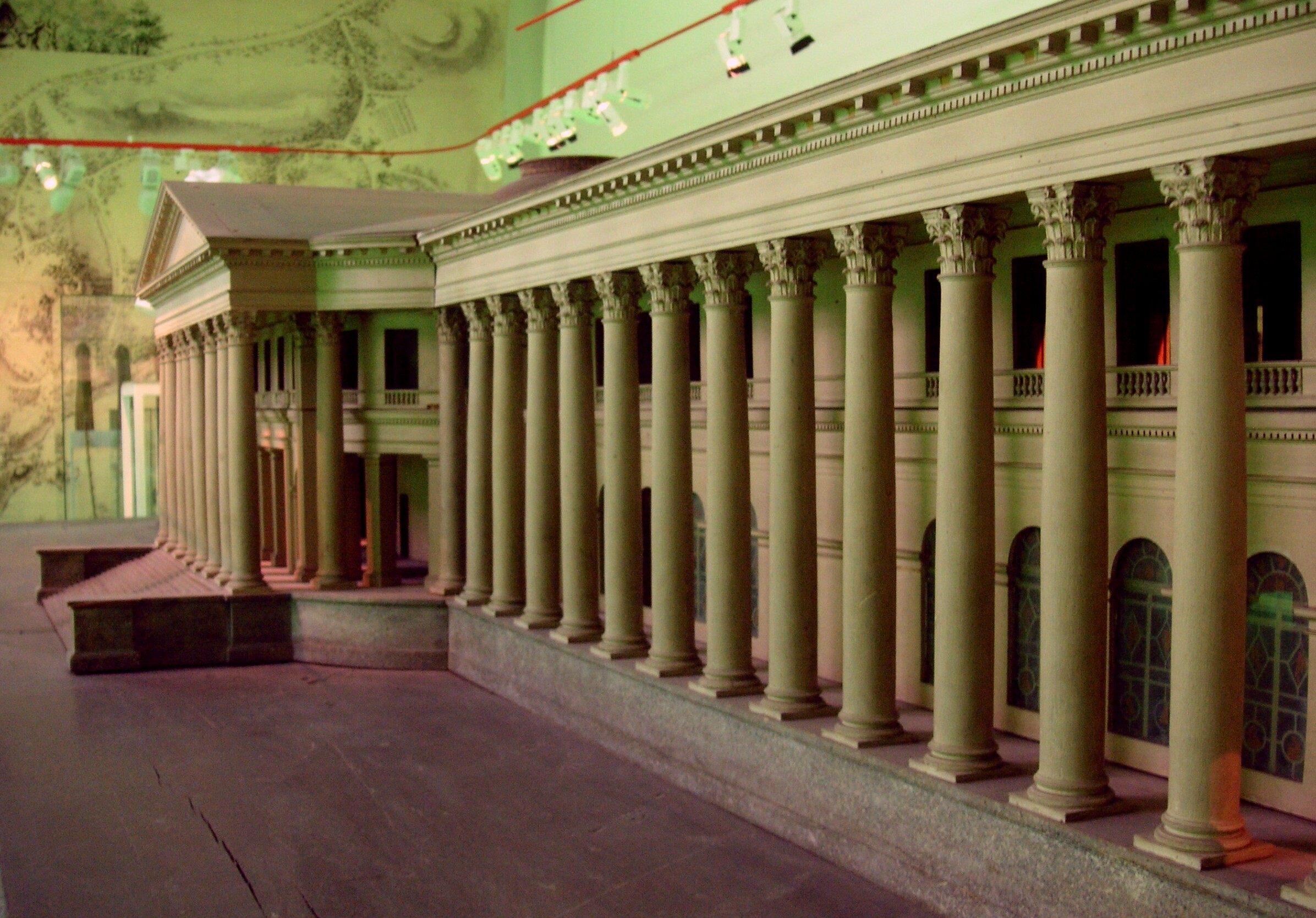
Un modelo del nunca efectuado palacio de Haga
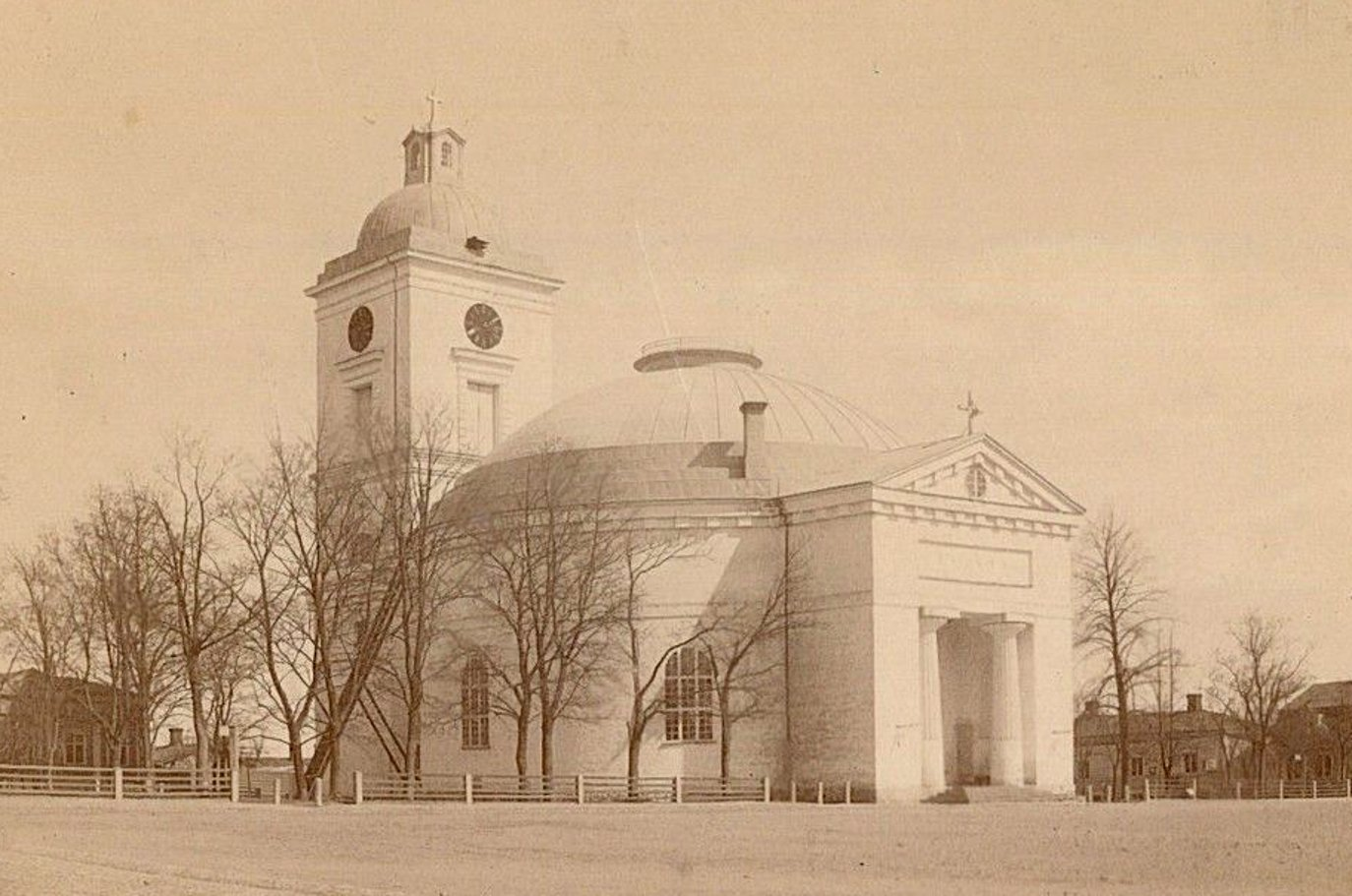
Iglesia de Hämeenlinna antes de 1891